# 체코 U-19 축구 국가대표팀
체코 U-19 축구 국가대표팀(체코어: Česká fotbalová reprezentace do 19 letd)은 체코를 대표하는 19세 이하의 축구 국가대표팀으로, 체코의 축구 관리 기관인 체코 축구 협회의 관리를 받는다.

## 역대 감독
| 감독          | 임기        |
| ------------- | ----------- |
| 얀 수호파레크 | 2016 ~ 2017 |
| 얀 수호파레크 | 2018 ~ 2019 |
| 얀 수호파레크 | 2020 ~ 2021 |